# Oporinia schneideri
Oporinia schneideri là một loài bướm đêm trong họ Geometridae.